# Steve Dannenmann
Steven „Steve“ Dannenmann (* 15. August 1966 in Baltimore, Maryland) ist ein US-amerikanischer Bilanzprüfer und Pokerspieler. Bekanntheit erlangte er, als er 2005 den zweiten Platz beim Main Event der World Series of Poker belegte.

## Werdegang
Dannenmann und sein Freund Jerry Ditzel teilten sich im Jahr 2005 das Buy-in von 10.000 US-Dollar für das Main Event der World Series of Poker (WSOP) im Rio All-Suite Hotel and Casino am Las Vegas Strip. Dort belegte er hinter dem Australier Joe Hachem den zweiten Platz und gewann ein Preisgeld von 4,25 Millionen US-Dollar, das er sich mit Ditzel teilte. Durch seinen Erfolg qualifizierte sich Dannenmann für das WSOP Tournament of Champions, bei dem er den fünften Platz erreichte und weitere 100.000 US-Dollar gewann. Mitte September 2008 wurde Dannenmann beim Main Event der World Poker Tour in Atlantic City Elfter für 65.000 US-Dollar. Anfang Oktober 2012 belegte er beim Main Event der in Cannes ausgespielten World Series of Poker Europe den mit mehr als 50.000 Euro dotierten zwölften Platz. Seitdem blieben größere Turniererfolge aus. Seine bis dato letzte Geldplatzierung erzielte der Amerikaner im Juli 2019.
Insgesamt hat sich Dannenmann mit Poker bei Live-Turnieren knapp 5 Millionen US-Dollar erspielt.